# Lijst van personen uit New Orleans
Deze lijst van personen geeft een (incompleet) overzicht van personen uit de Amerikaanse stad New Orleans (Louisiana). De lijst omvat personen die in de stad geboren zijn, wonen of gewoond hebben en/of overleden zijn en is gerangschikt naar geboortejaar.

## Geboren in New Orleans

### Voor 1800
- Marie Laveau (1794–1881), Creoolse voodoopriesteres
- Delphine LaLaurie (1787–1849), seriemoordenaar

### 1800–1899

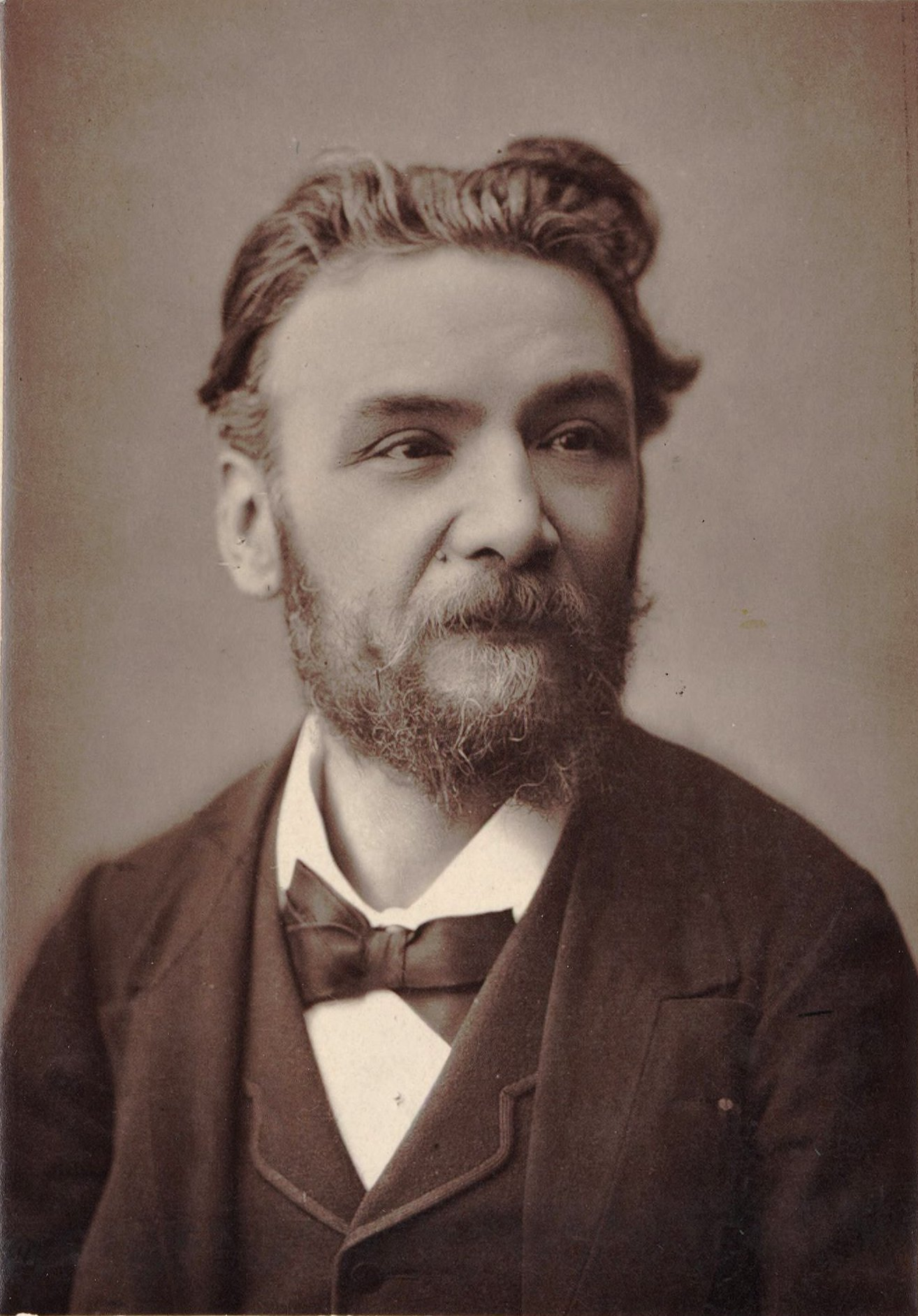
Componist Ernest Guiraud (1837–1892)

- Ernest Guiraud (1837–1892), Frans componist en muziekleraar
- Paul Morphy (1837–1884), schaker
- Virginie Amélie Avegno Gautreau (1859–1915), Frans-Amerikaans socialite
- Ben Turpin (1869–1940), slapstick-komiek
- Clara Guthrie d'Arcis (1879-1937), Amerikaans-Zwitsers feministe en pacifiste
- George Herriman (1880–1944), stripauteur
- Jelly Roll Morton (1885–1941), pianovirtuoos, orkestleider en jazzcomponist
- Sidney Bechet (1897–1959), jazz-saxofonist, klarinettist en componist

### 1900–1919

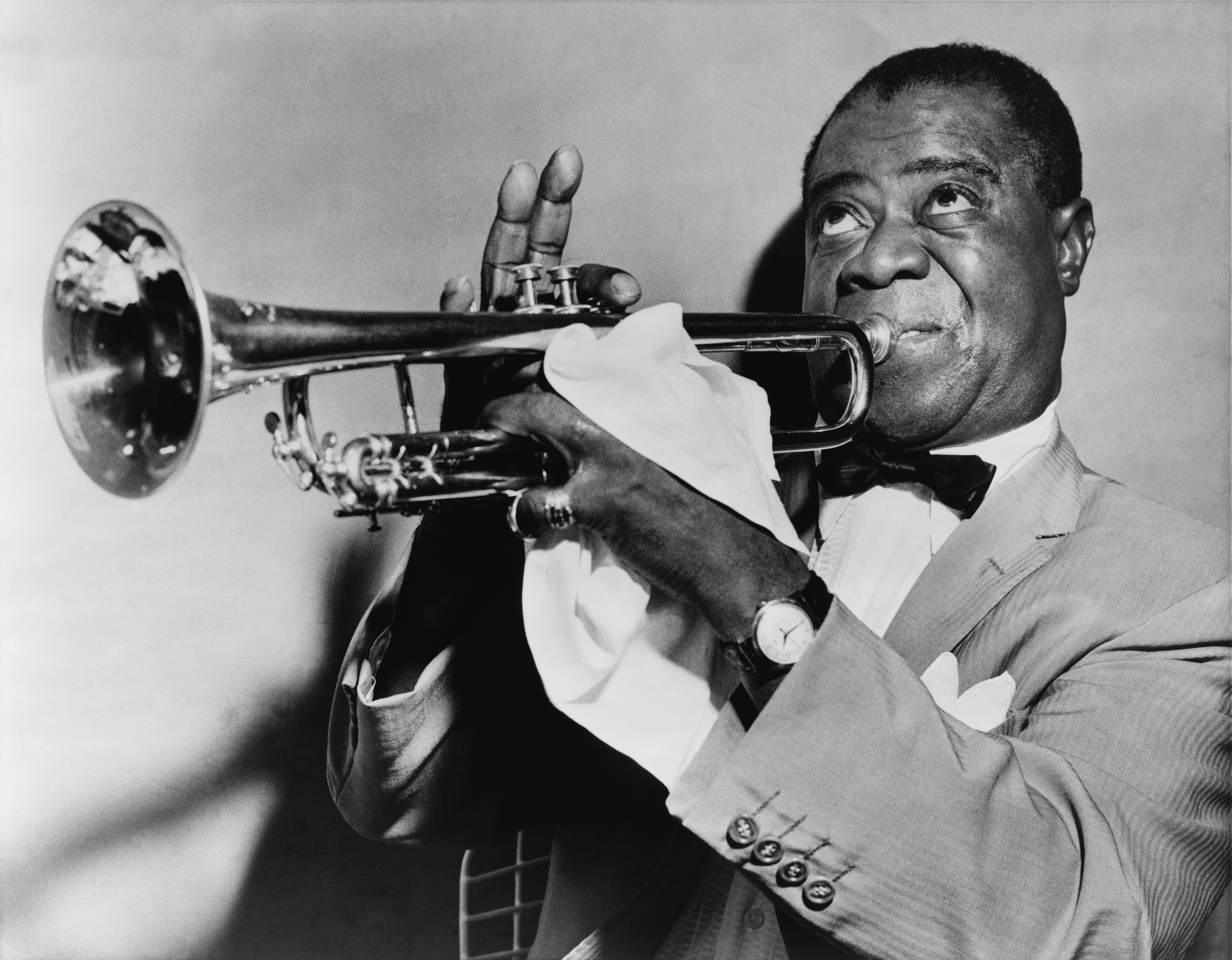
Jazztrompettist en zanger Louis Armstrong (1901–1971)

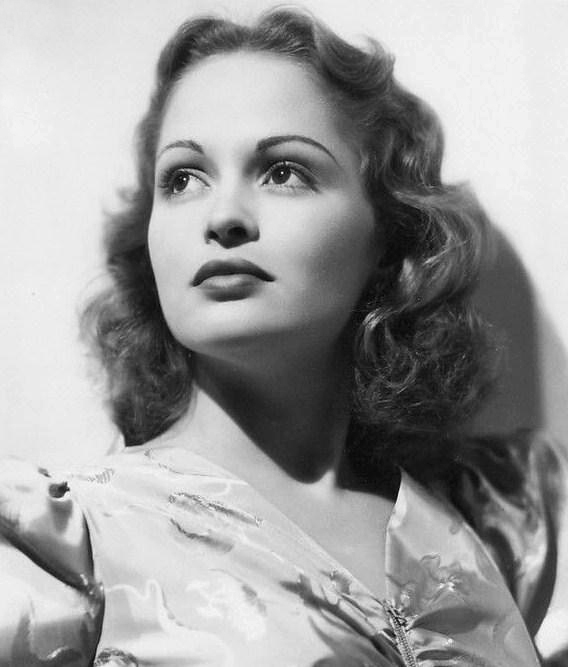
Actrice Mary Healy (1918–2015)

- Louis Armstrong (1901–1971), jazztrompettist, -zanger, entertainer en filmacteur
- Lillian Hellman (1905–1984), (toneel- en scenario)schrijfster

- Champion Jack Dupree (1909–1992), blueszanger en -pianist
- Kitty Carlisle Hart (1910-2007), actrice
- Louis Prima (1910–1978), entertainer, zanger, acteur en trompettist
- Mahalia Jackson (1911–1972), gospelzangeres
- John Levy (1912–2012), contrabassist in de jazz
- Ray Walston (1914–2001), acteur
- Mary Healy (1918–2015), actrice en zangeres

### 1920–1929

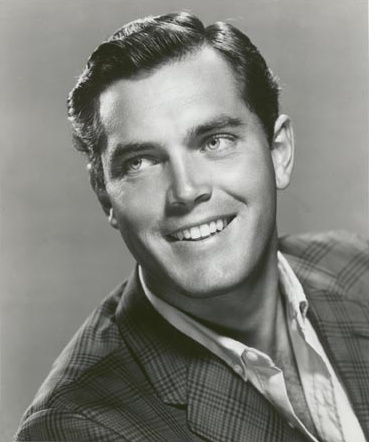
Acteur Jeffrey Hunter (1926–1969)

- Al Hirt (1922–1999), trompetspeler en orkestleider
- Truman Capote (1924–1984), schrijver
- Faith Domergue (1924–1999), actrice
- Lee Dorsey (1924–1986), zanger
- Earl Palmer (1924–2008), drummer
- Elmore Leonard (1925–2013), schrijver en scenarist
- Jeffrey Hunter (1926–1969), film- en televisieacteur
- Anne Armstrong (1927–2008), diplomaat en politicus
- Fats Domino (1928–2017), zanger en pianist
- Shirley Ann Grau (1929-2020), schrijfster

### 1930–1939

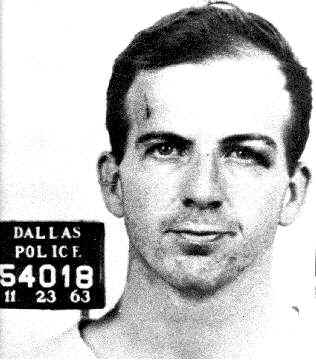
Misdadiger Lee Harvey Oswald (1939–1963)

- Lionel Batiste (1931–2012), jazz- en bluesmuzikant en zanger
- Andrew Young (1932), politicus, diplomaat en pastor
- Ellis Marsalis (1934-2020), jazzpianist en muziekpedagoog
- Snooks Eaglin (1936–2009), blueszanger en -gitarist
- Shirley Goodman (1936-2005), zangeres (Shirley & Company)
- Clarence 'Frogman' Henry (1937-2024), zanger
- Garrett Morris (1937), acteur en komiek
- John Kennedy Toole (1937–1969), schrijver
- Allen Toussaint (1938–2015), rhythm-and-blues-pianist, -zanger, -componist, -producer en -arrangeur
- Bob Clark (1939–2007), filmregisseur, filmproducent en scenarioschrijver
- Barton Jahncke (1939-2024), zeiler
- Lee Harvey Oswald (1939–1963), vermoedelijk moordenaar van John F. Kennedy

### 1940–1949
- Dr. John (1941-2019), pianist, zanger en songwriter
- Anne Rice (1941-2021), schrijfster
- Stanley Cwiklinski (1943), roeier
- Jean Knight (1943-2023), r&b- en soulzangeres
- Grandpa Elliott (1944-2022), muzikant
- Ken Thompson (1943), informaticus
- John Larroquette (1947), acteur, filmregisseur en filmproducent
- Merry Clayton (1948), zangeres
- Richard Simmons (1948-2024), fitnesscoach en televisiepersoonlijkheid
- Carl Weathers (1948-2024), acteur
- Lillian Boutté (1949-2025), jazzzangeres

### 1950–1959

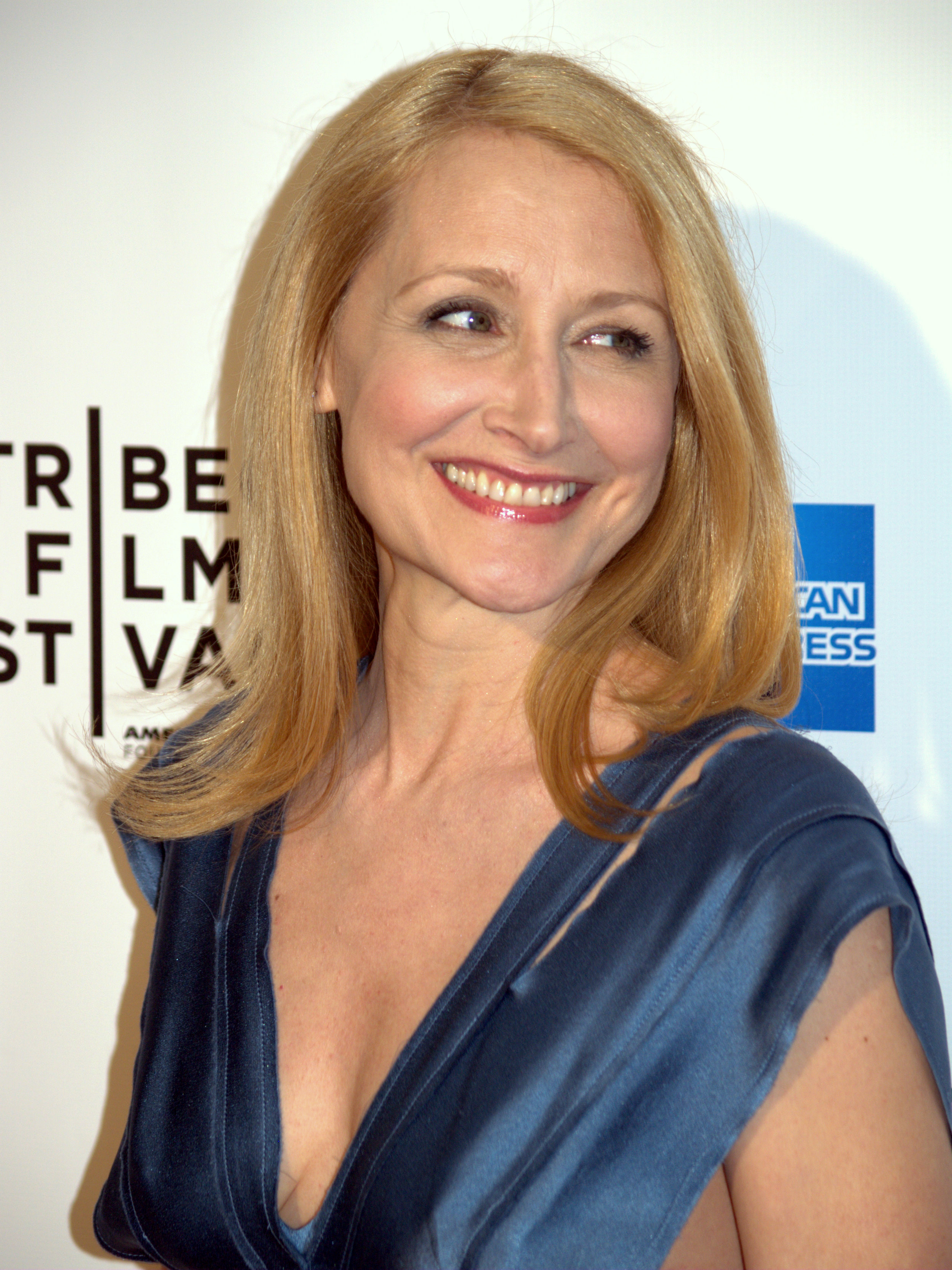
Actrice Patricia Clarkson (1959)

- Walter Isaacson (1952), journalist, biograaf en bestuurder (CNN)
- Barry Shabaka Henley (1954), acteur
- Stanley Williams (1953-2005), bendeleider en kinderboekenschrijver
- John Boutté (1958), jazzzanger
- Skip Sempé (1958), klavecimbelspeler
- Patricia Clarkson (1959), actrice

### 1960–1969

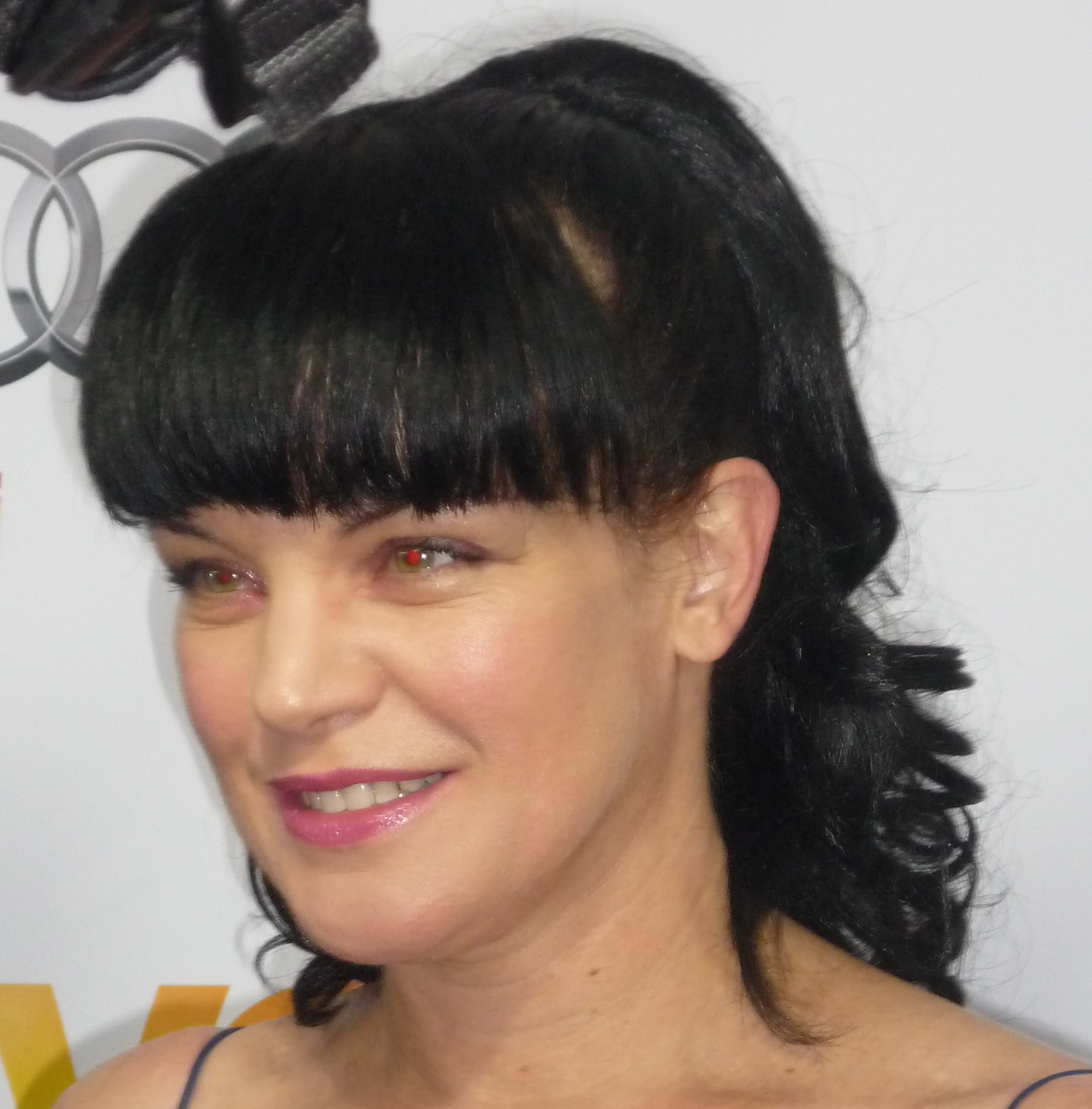
Actrice Pauley Perrette (1969)

- Wynton Marsalis (1961), trompettist en componist
- Clyde Drexler (1962), basketballer
- Eddie Jemison (1963), acteur
- Wendell Pierce (1963), acteur en filmproducent
- Steve Scalise (1965), politicus
- Frederick Weller (1966), acteur
- Harry Connick jr. (1967), zanger, pianist en acteur
- Master P (1967), rapper en producent
- Phil Anselmo (1968), zanger van metalbands Pantera en Down
- Robert Allen (1969), bokser
- Birdman (1969), rapper
- Dean Cochran (1969), acteur
- Pauley Perrette (1969), actrice
- Tyler Perry (1969), acteur, regisseur, producent en scriptschrijver van films, televisieprogramma's en theaterstukken
- Sam Trammell (1969), toneel-, televisie- en filmacteur

### 1970–1979

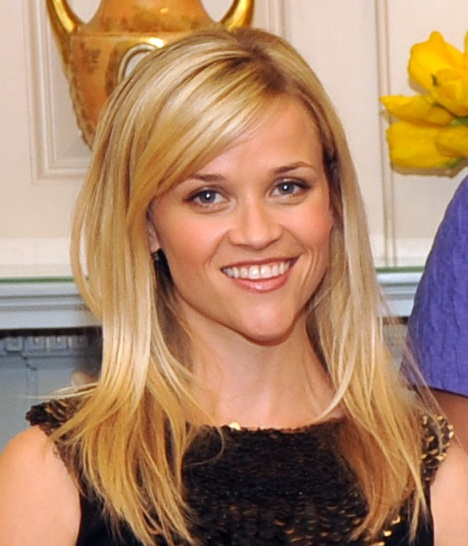
Actrice Reese Witherspoon (1976)

- Amy Coney Barrett (1972), rechter aan het Hof van Beroep voor het 7e circuit
- Juvenile (1975), rapper
- DJ Khaled (1975), producer en diskjockey
- Nic Pizzolatto (1975), auteur, scenarioschrijver en televisieproducent
- Salman Khan (1976), internetonderwijzer
- Peyton Manning (1976), Americanfootballspeler
- Reese Witherspoon (1976), actrice
- Anthony Mackie (1978), acteur

### 1980–1999
- B.G. (1980), rapper
- Currensy (1981), rapper

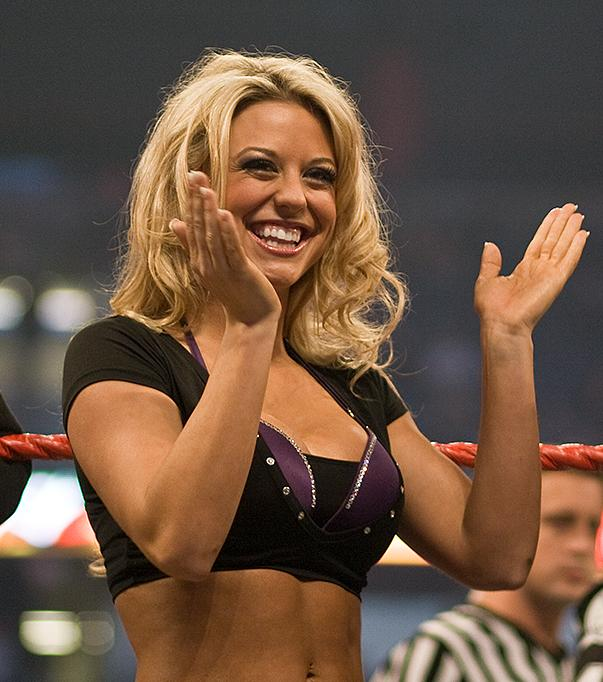
Model Taryn Terrell (1985)

- Eli Manning (1981), Americanfootballspeler
- Lil Wayne (1982), rapper
- Memphis Monroe (1985), pornoactrice
- Taryn Terrell (1985), model, actrice en professionele worstelaarster
- Lloyd (1986), zanger
- Trombone Shorty (1986), trombone- en trompetspeler
- Tristin Mays (1990), actrice en zangeres
- Kristen Nuss (1997), beachvolleyballer

## Woonachtig (elders geboren)
- Vincent Scramuzza (1886-1956), oudhistoricus
- Stephen Ambrose (1936–2002), historicus